# Governo do Reino Unido
O Governo de Sua Majestade (em inglês: His Majesty's Government) é um termo usado para referir-se ao Governo do Reino Unido. Além do Reino Unido, a frase foi (e às vezes é atualmente) utilizada por outros países que reconhecem o chefe de Estado britânico como sendo o seu.
No Direito constitucional britânico, a autoridade executiva pertence virtualmente ao monarca e é exercida através dos ministros. Na realidade, o Governo é uma autoridade executiva constituída pelos ministros do monarca. Na Commonwealth, o termo "governo" não diz respeito ao parlamento ou aos tribunais, mas apenas ao executivo.
Os termos "Governo de Sua Majestade no Reino Unido" ou "Governo britânico de Sua majestade" podem ser usados para evitar ambiguidade, quando necessários.

## História
O Reino Unido é uma monarquia constitucional na qual o monarca reinante (ou seja, o rei ou a rainha que é o chefe de Estado em dado momento) não toma nenhuma decisão política aberta por conta própria. Todas as decisões políticas são tomadas pelo governo e pelo Parlamento Britânico. Este sistema constitucional é resultante de uma longa história de remodelação e reformulação do poder político do monarca que remonta à adoção da Magna Carta em 1215.
Desde o início do reinado de Eduardo VII em 1901, por convenção, o Primeiro-ministro do Reino Unido têm sido um membro eleito do Parlamento (MP) e, portanto, responsável perante a Câmara dos Comuns, com exceção de duas semanas no ano legislativo de 1963, quando Alec Douglas-Home era ainda membro da Câmara dos Lordes. Uma convenção semelhante se aplica ao cargo de Chanceler do Tesouro, já que provavelmente seria politicamente inaceitável que o discurso sobre orçamento fosse feito na Câmara dos Lordes, com os membros do Parlamento incapazes de questionar diretamente o Chanceler. O último Chanceler do Tesouro a ser membro da Câmara dos Lordes foi Thomas Denman, que serviu no cargo por um mês em 1834.

## Terminologia
No Império Britânico, a expressão "Governo de Sua Majestade" foi originalmente usada apenas pelo Governo Imperial em Londres. Com o desenvolvimento da Commonwealth, os domínios de autogestão passaram a serem visto como reinos de igual soberania dentro do Reino Unido, e desde as décadas de 1920 e 1930 a forma "Governo de Sua Majestade no ..." começou a ser utilizada pelo Reino Unido e pelos governos dos domínios. Os governos coloniais, estaduais e provinciais, por outro lado, continuaram a utilizar o título menor de "Governo de ...". Houve também o Governo de Sua Majestade no Estado Livre Irlandês.
Hoje, porém, a maioria dos governos dos reinos da Commonwealth utilizam a forma "Governo do ...", e é hoje, sobretudo no Reino Unido, que os títulos "Governo de Sua Majestade", "Governo de Sua Majestade no Reino Unido" ou "Governo britânico de Sua Majestade", o último nas suas relações com Estados estrangeiros e nos passaportes britânicos, pode ser encontrado em uso oficial. Embora muito incomum hoje em outros reinos da Commonwealth, esse uso não é incorreto; em uma decisão de 1989 da Suprema Corte do Canadá, um dos juízes referiu-se ao "Governo de Sua Majestade para a província da Nova Escócia".
A abreviatura HMG é muito utilizada pelos membros do Governo e seus conselheiros como um conveniente curto rótulo   para descrever os membros do Gabinete e os funcionários públicos do alto-escalão ou mandarins dos departamentos do governo do Reino Unido. O termo vem da posição constitucional formal que os ministros governam o Estado, aconselhando a Coroa através do Conselho Privado.
Governos individuais (também conhecidos historicamente como ministérios) também poderão ser identificados por referência ao primeiro-ministro que os lidera (por exemplo, o governo de Clement Attlee, ou o segundo ministério de William Ewart Gladstone).

## Governo de Sua Majestade e a Coroa

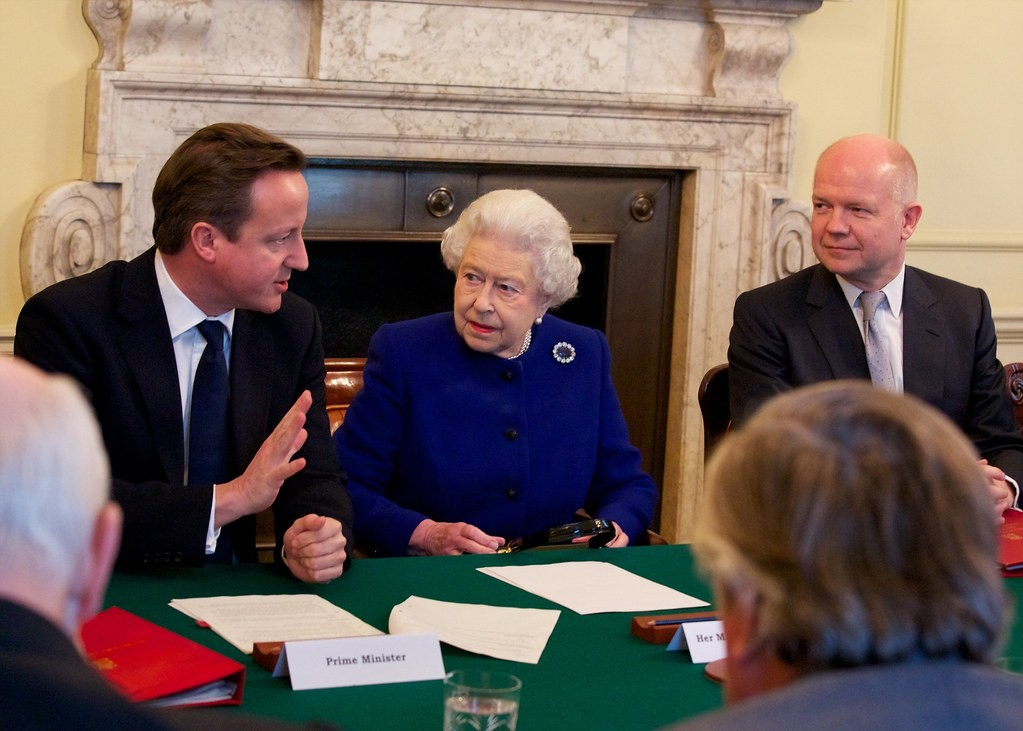
Isabel II participa de audiência do Gabinete de Sua Majestade ao lado do então Primeiro-ministro David Cameron, durante comemorações do Jubileu de Diamante em 2012.

O Monarca britânico, Carlos III do Reino Unido é o chefe de Estado e o soberano, mas não ocupa a chefia do governo. O monarca tem pouca participação direta no governo do país e tradicionalmente permanece neutro diante de assuntos políticos. No entanto, a autoridade de Estado que é conferida ao Soberano, conhecido como A Coroa, permanece como fonte do poder executivo exercido pelo Governo britânico.
Além da autoridade estatutária explícita, a Coroa também possui um conjunto de poderes em certos assuntos conhecidos coletivamente como prerrogativa real. Esses poderes vão desde a autoridade para emitir ou retirar passaportes até declarações de guerra. Por convenção de longa data, a maioria desses poderes são delegados do soberano a vários ministros de Estado ou outros funcionários da Coroa, que podem usá-los sem necessidade de consentimento do Parlamento.
O Primeiro-ministro mantém também audiências semanais com o monarca, que "tem o direito e o dever de exprimir as suas opiniões sobre assuntos de Governo". Estas audiências, como todas as comunicações entre o monarca britânico e o seu Governo, "mantêm-se estritamente confidenciais".
Os poderes de prerrogativas reais britânicas incluem, mas não estão limitados aos seguintes:

### Atribuições internas

Assim como todos os documentos oficiais de governo, o passaporte britânico ostenta o brasão real de Armas.

- Nomear o Primeiro-ministro. Por convenção, o monarca britânico nomeia o membro do Parlamento com maior probabilidade de estabelecer a maioria na Câmara dos Comuns.
- Nomear os demais Ministros de Estado sob conselho do Primeiro-ministro.
- Aprovar e promulgar leis através do Consentimento Real aos projetos de lei aprovados pelo Parlamento britânico, efetivando uma lei de fato. Um monarca pode eventualmente recusar a aprovação de uma determinada lei por vontade própria, no entanto, tal situação jamais ocorreu desde 1708 durante o reinado de Ana I.
- Emitir comissões a oficiais comissionados nas Forças Armadas Britânicas.
- Comandar soberanamente as Forças Armadas Britânicas, sendo este poder exercido pelo Conselho de Defesa em nome do monarca.
- Nomear membros para o Conselho Privado.
- Emitir, suspender ou revogar passaportes britânicos e o poder geral de regular a vigência de passaportes a cidadãos britânicos, sendo este poder exercido pelo Ministro do Interior.
- Conceder indulto a qualquer cidadão britânico condenado.
- Conceder e retirar quaisquer honrarias britânicas.
- Estabelecer corporações e níveis administrativos (no caso de localidades) por carta régia e alterar, substituir ou revogar cartas régias já existentes.

### Atribuições externas
- Estabelecer e ratificar tratados.
- Declarar guerra e acordar a paz com outras nações.
- Comandar as atividades das Forças Armadas Britânicas no exterior.
- Reconhecer Estados.
- Creditar e receber diplomatas.

Embora o Reino Unido não possua um documento constitucional único, o Governo publicou um conjunto de leis em outubro de 2003 para aumentar a transparência, já que alguns dos poderes exercidos em nome do monarca fazem parte da prerrogativa real. No entanto, a extensão completa dos poderes das prerrogativas régias nunca foi totalmente definida, pois muitos deles se originaram em tradições históricas e datam do período da monarquia absoluta, ou foram modificados pela prática constitucional posterior.

## Ministros e departamentos

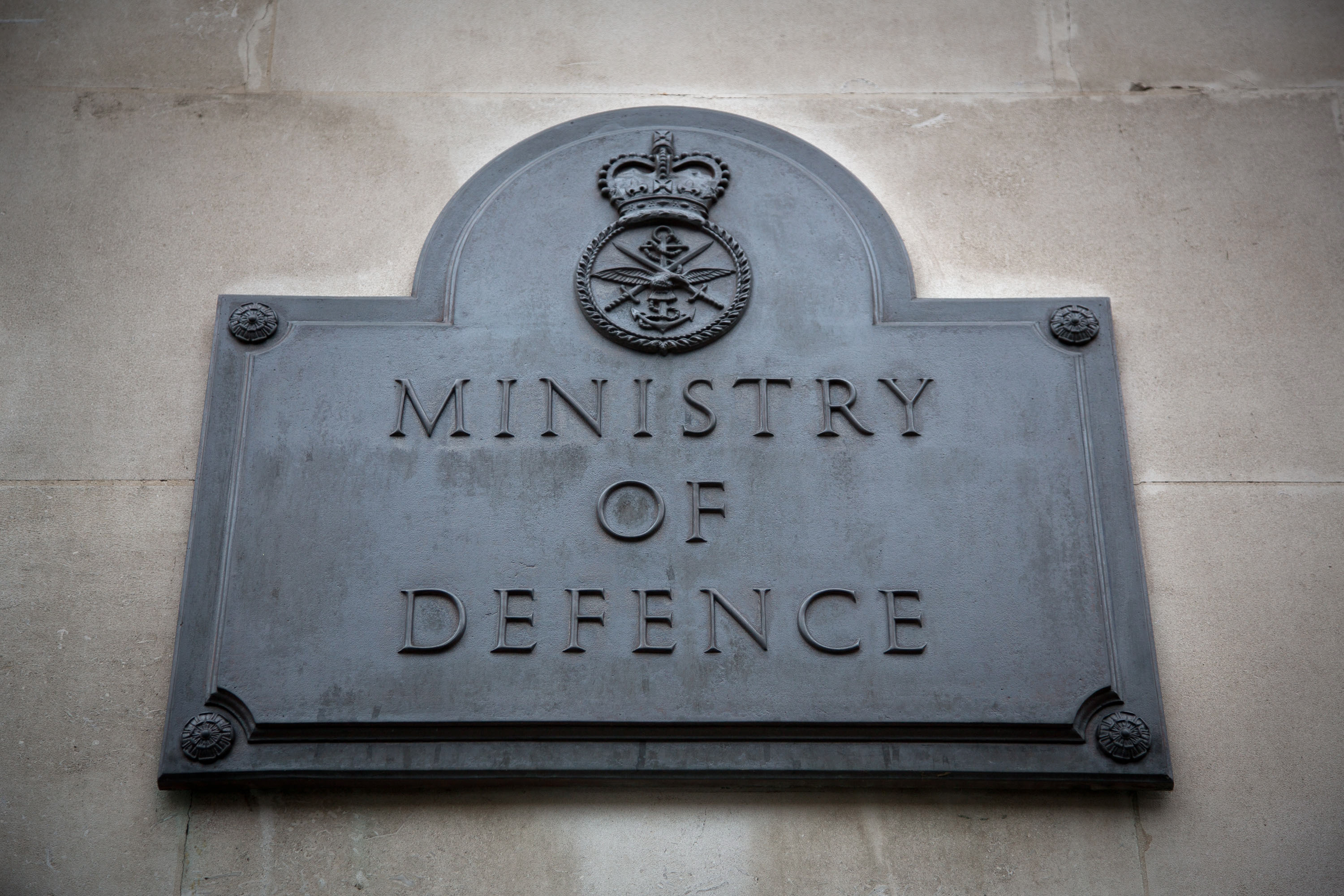
Placa no edifício-sede do Ministério da Defesa, em Whitehall, Londres.

Desde a reforma ministerial de 2019, o Reino Unido é governado por de 120 ministros de governo apoiados por 560.000 funcionários públicos e outros funcionários que trabalham nos 25 departamentos ministeriais e suas respectivas agências executivas. Há também 20 departamentos não ministeriais adicionais com uma série de outras responsabilidades.
Em teoria, um ministro do governo não necessita ser membro de nenhuma das Casas do Parlamento. Na prática, no entanto, a convenção é de que os ministros devem ser membros da Câmara dos Comuns ou da Câmara dos Lordes para prestar contas ao Parlamento. Regularmente, os primeiros-ministros nomeiam não-parlamentares como seus ministros de Estado. Nos últimos anos, esses ministros têm sido nomeados para a Câmara dos Lordes.

## Relação com o Parlamento

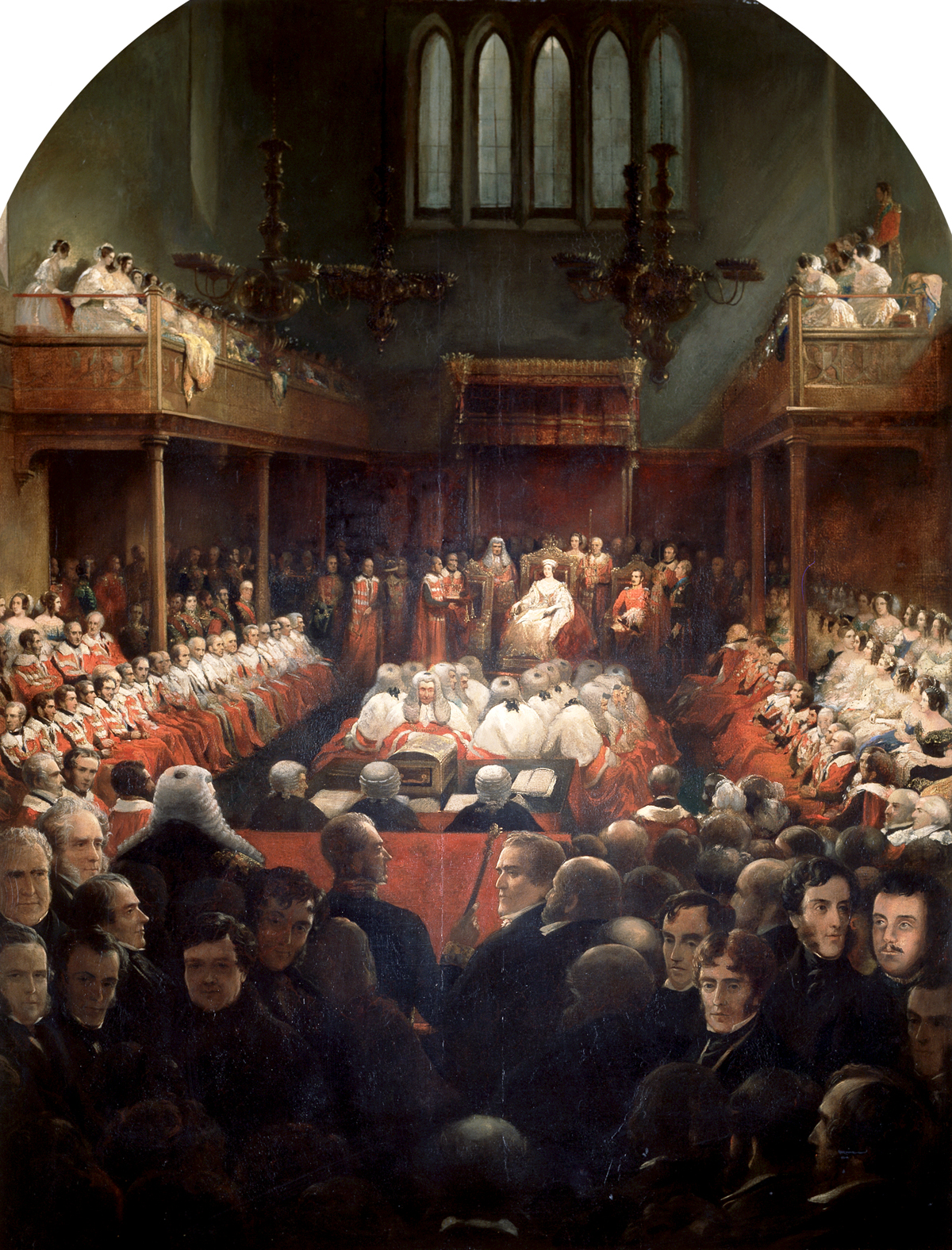
Rainha Vitória conduz a Cerimônia de Abertura do Parlamento em 1845.

Sob o sistema britânico, o governo é obrigado por convenção e por razões práticas a manter a confiança da Câmara dos Comuns. Requer o apoio da Câmara dos Comuns para a manutenção do orçamento (através da votação dos orçamentos do governo) e para aprovar a legislação primária. Por convenção, se um governo perde a confiança da Câmara dos Comuns, ele deve ser dissolvido e uma nova eleição geral é realizada. O apoio dos Lordes, embora útil para o governo aprovar sua legislação sem demora, não é vital. Um governo não é obrigado a renunciar mesmo que perca a confiança da Câmara dos Lordes e seja derrotado em votações importantes nesta. A Câmara dos Comuns é, portanto, a casa responsável pela sustentação do governo britânico.
O Primeiro-ministro é responsabilizado durante as Questões ao Primeiro-ministro (PMQs), o que oferece uma oportunidade para os Comuns de todas as coalizações o questionarem sobre qualquer assunto. Há também perguntas departamentais quando os ministros respondem a perguntas relacionadas ao seu resumo departamental específico. Ao contrário dos PMQs, tanto os ministros do departamento quanto os ministros subalternos do departamento podem responder em nome do governo, dependendo do tópico da questão.

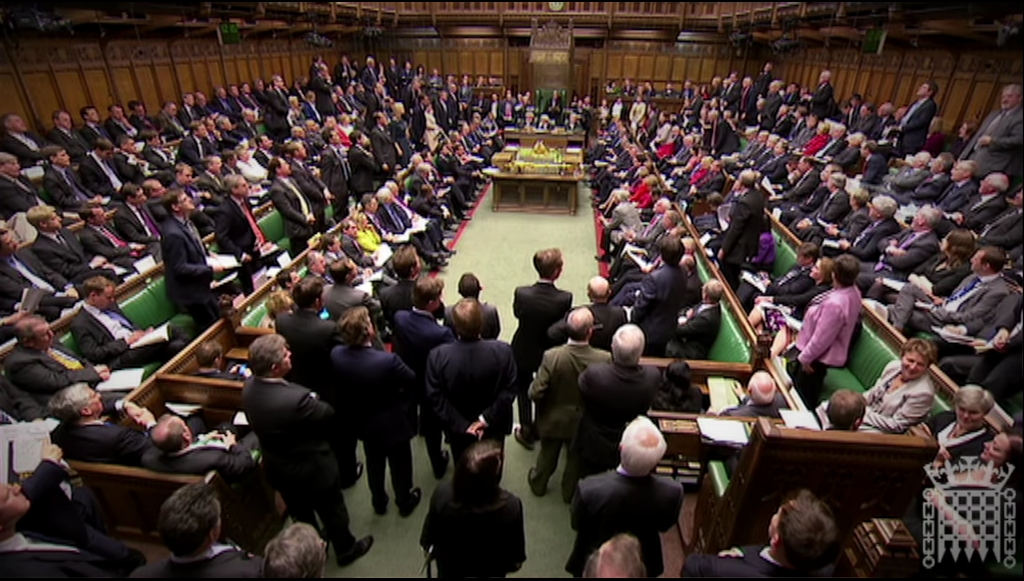
Plenário da Câmara dos Comuns durante uma sessão de Questões ao Primeiro-ministro David Cameron, em 2012.

Durante os debates sobre a legislação proposta pelo governo, os ministros – geralmente com responsabilidade departamental pelo projeto de lei – liderarão o debate para o governo e responderão às questões feitas por deputados ou Lordes.
Comitês da Câmara dos Comuns e da Câmara dos Lordes responsabilizam o governo, examinam seu trabalho e examinam em detalhes propostas de legislação. Os ministros comparecem perante as comissões para depor e responder a perguntas.
Os ministros do governo também são obrigados por convenção e pelo Código Ministerial, quando o Parlamento está em sessão, a fazer declarações importantes sobre a política do governo ou questões de importância nacional para o Parlamento. Isso permite que MPs ou Lordes questionem o governo sobre a declaração. Quando o governo opta por fazer anúncios primeiro fora do Parlamento, muitas vezes é alvo de críticas significativas dos deputados e do presidente da Câmara dos Comuns.